# Tłumaczenie dziennikarskie
Tłumaczenie dziennikarskie to rodzaj przekładu używany zwłaszcza w gazetach. Jest to dość nowy obszar badań w przekładoznawstwie.  Pierwsze badania na ten temat przeprowadzono w połowie pierwszej dekady XXI wieku, chociaż tłumaczenia zaczęły pojawiać się w gazetach już w XVII wieku. 

## Kontekst
Początkowe teksty informacyjne spisywane były odręcznie, w związku z czym niewiele z nich przetrwało do dziś.  Pierwsze „gazety” nosiły nazwę avvisi (słowo pochodzenia włoskiego).  Tłumaczenie było i wciąż jest integralną częścią dziennikarstwa. Dzięki niemu społeczeństwo może być powiadamiane o najważniejszych wydarzeniach na świecie. Na przykład w czasie I i II wojny światowej tłumaczenie dziennikarskie było sposobem informowania ludzi o walkach toczących się w Europie i na Bliskim Wschodzie. 

## Tłumaczenie dziennikarskie w Anglii w XVII wieku na temat wojny
Kiedy w Anglii pojawiły się pierwsze gazety, były to tłumaczenia z łaciny, niemieckiego i francuskiego.  Gazeta Corante, również będąca tłumaczeniem tekstów publikowanych w innych częściach Europy, naśladowała model holenderski, gdyż teksty te publikowane były głównie w Amsterdamie, Alkmaar i Hadze. Uznaje się, że jest to pierwsza drukowana gazeta w Anglii. 

### The London Gazette
Pod koniec XVII wieku w The London Gazette publikowano wiadomości o wojnach w Hiszpanii, a także o małżeństwie królowej Hiszpanii. Między innymi w 1693 r. został opublikowany raport o bitwie pod Landen we Flandrii, z uwzględnieniem tragicznych skutków ludzkich istnień straconych na wojnie. 
W 1698 i 1699 The London Gazette donosiło o papistach; (spór między cesarzem a papieżem w 1698 i powołanie Wielkiego Inkwizytora w Hiszpanii w 1699). 

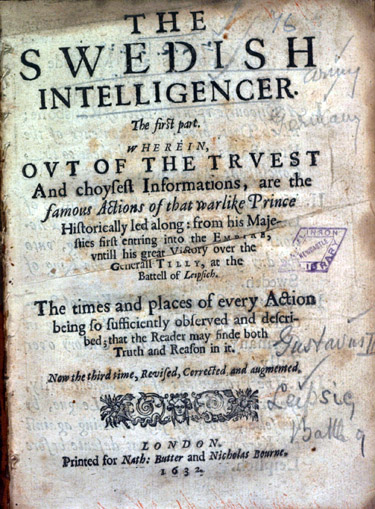
Dowód tłumaczenia dziennikarskiego

### The Swedish Intelligencer
Inny przykład tłumaczenia dziennikarskiego to gazeta The Swedish Intelligencer, której założycielem był William Watts. Wydawana w Londynie w latach 1632-1633 gazeta odwoływała się do oryginalnych tekstów, z których tłumaczyła wiadomości. Autor wiadomości wyraźnie potwierdził swoje źródła, które były w większości pochodzenia holenderskiego.  W celu zmniejszenia kosztów produkcji teksty miały bardzo niewielu redaktorów.

### Inne przykłady
Niektórzy z tłumaczy broszur kontynentalnych byli uchodźcami religijnymi, głównie z Francji.  Francuscy Hugenoci, którzy uciekli przed prześladowaniami, działali jako tłumacze. 
11 marca 1702 r. ukazał się pierwszy numer „The Daily Courant” składający się wyłącznie z przekładów jednej francuskiej gazety oraz dwóch holenderskich.  Znaczenie tekstów zostało uznane za zdecydowanie antykatolickie. 